# El Mouradia
El Mouradia là một đô thị thuộc tỉnh Alger, Algérie. Dân số thời điểm năm 2002 là 29.503 người.